# ふるさとはどこですか
「ふるさとはどこですか」は、1977年2月1日に発売されたテレサ・テンの8枚目のシングル。ポリドール・レコード（現ユニバーサルミュージック）発売。
中国語のタイトルは「小村之戀」。

## 収録曲
（全作詞：中山大三郎、作曲：うすいよしのり）
1. ふるさとはどこですか[注 1]
編曲：竜崎孝路
2. あなたに帰りたい
編曲：比呂公一

## カバー
ふるさとはどこですか
- 由紀さおり（カバーアルバム『あなたと共に生きてゆく〜由紀さおり テレサ・テンを歌う〜』（2016年7月27日発売）に収録）[1]

## その他
福島県三島町では、シングル発売後すぐ1977年3月にテレサ・テンが来町し、その町にあるふるさと荘でコンサートなども行われた。特別町民として登録された歴史を記念して2024年11月、JR只見線会津宮下駅前に歌碑が設置され、同年11月8日に除幕式が行われた。